# USS Nyack (1863)
USS Nyack – kanonierka o napędzie śrubowym i drewnianym kadłubie, która brała udział w wojnie secesyjnej. 
Stępkę okrętu położono w New York Navy Yard w 1863. Został zwodowany 6 października 1863 i wcielony do służby 28 września 1864, pierwszym dowódcą został Lieutenant Commander L. Howard Newman.
„Nyack” dołączył do Północnoatlantyckiej Eskadry Blokadowej (ang. North Atlantic Blockading Squadron) w pobliżu Wilmongton w celu blokowania portów Konfederacji w czasie kończącej się wojny. Brał udział w atakach na Fort Fisher na Cape Fear River 24 i 25 grudnia 1864. Brał udział także w zajęciu Fort Anderson 18 i 19 lutego 1865.
Po otrzymaniu rozkazu przejścia na Pacyfik „Nyack” popłynął wzdłuż wybrzeża Ekwadoru, Peru i Chile stając pomiędzy krajami Ameryki Południowej i Hiszpanią w czasie tarć pomiędzy tym krajem i jego byłymi koloniami. 10 lutego 1868 dał azyl generałowi Manuelowi Pardo, byłemu prezydentowi Peru, gdy w kraju wybuchła rewolucja. Zabrał go do Valparaíso. Pełnił służbę podobną do wydziału spraw zagranicznych i dotarł do San Francisco okręt dotarł na początku 1871. Został wycofany ze służby 15 marca 1871. Został sprzedany tam W. E. Mighellowi 30 listopada 1883. 